# The Outsider (televisieserie uit 2020)
The Outsider is een Amerikaanse miniserie, gebaseerd op het gelijknamige boek van Stephen King. De serie ging in première op 12 januari 2020 op HBO.

## Verhaal
Het verhaal begint met een schijnbaar eenvoudig onderzoek naar de moord op een kleine jongen. Wanneer een verraderlijke bovennatuurlijke kracht zich een weg baant in de zaak, leidt dit een ervaren rechercheur en een onorthodoxe onderzoeker om alles waar ze in geloven in twijfel te trekken.

## Rolverdeling
| Acteur             | Personage         |
| ------------------ | ----------------- |
| Ben Mendelsohn     | Ralph Anderson    |
| Bill Camp          | Howard Salomon    |
| Jeremy Bobb        | Alec Pelley       |
| Julianne Nicholson | Glory Maitland    |
| Mare Winningham    | Jeannie Anderson  |
| Paddy Considine    | Claude Bolton     |
| Yul Vazquez        | Yunis Sablo       |
| Jason Bateman      | Terry Maitland    |
| Marc Menchaca      | Jack Hoskins      |
| Cynthia Erivo      | Holly Gibney      |
| Summer Fontana     | Maya Maitland     |
| Scarlett Blum      | Jessa Maitland    |
| Frank Deal         | Fred Peterson     |
| Dayna Beilenson    | Mildred Patterson |
| Hettienne Park     | Tomika Collins    |
| Michael Esper      | Kenneth Hayes     |
| Claire Bronson     | Joy Peterson      |
| Michael H. Cole    | Herbert Parker    |
| Marc Fajardo       | Myron Lazar       |
| Margo Moorer       | Libby Stanhope    |
| Duncan Clark       | Frankie Peterson  |
| Joshua Whichard    | Ollie Peterson    |

## Afleveringen
| Nr. | Titel                             | Regisseur            | Schrijver(s)         | Originele datum uitzending |
| --- | --------------------------------- | -------------------- | -------------------- | -------------------------- |
| 1 | Fish in a Barrel                  | Jason Bateman        | Richard Price        | 12 januari 2020            |
| In Cherokee City, Georgia, wordt in een bos het verminkte lijk van de elfjarige Frank Peterson gevonden. Het lijk is bedekt met speeksel en menselijke bijtsporen. De lokale rechercheur Ralph Anderson ontdekt al snel sterk bewijsmateriaal dat leidt naar Terry Maitland, de coach van het kinderhonkbalteam van de stad, inclusief getuigenissen van meerdere getuigen en beelden van beveiligingscamera's. Ralph, wiens eigen overleden zoon werd gecoacht door Terry, is woedend en laat hem publiekelijk arresteren tijdens een competitiewedstrijd. Terry zweert onschuldig te zijn en zijn vrouw Glory contacteert onmiddellijk hun advocaat Howard Salomon om hem te verdedigen. Alec Pelley, een privédetective ingehuurd door Howard, spoort bewijs op dat Terry op een conferentie buiten de stad was op het moment van de moord, inclusief beelden van Terry die tijdens de conferentie een vraag stelde aan de spreker. Beide partijen blijven achter met uiterst beslissend maar tegenstrijdig bewijs. Howard is er van overtuigd dat Terry zal worden vrijgelaten, maar die moet in de cel blijven in afwachting van zijn voorgeleiding. Ondertussen valt het gezin Peterson uit elkaar, waarbij Franks moeder Joy een emotionele instorting heeft die escaleert in een hartaanval. Een figuur met een misvormd gezicht sluipt rond het huis van de familie Maitland en Glory vindt haar jongste dochter Jessa die aan nachtmerries lijdt over een man die haar kamer binnendrong en haar "slechte dingen" vertelde. |                                   |                      |                      |                            |
| 2 | Roanoke                           | Jason Bateman        | Richard Price        | 12 januari 2020            |
| Ralph ontmoet Terry in de gevangenis en spreekt zijn onzekerheid uit over zijn beslissing om Terry te laten arresteren. De volgende dag sterft Joy Peterson aan de gevolgen van haar hartaanval. Terwijl Terry bij het gerechtsgebouw aankomt voor zijn voorgeleiding, opent Ollie Peterson, de oudere broer van Frank het vuur, waarbij hij Terry dodelijk verwondt voordat hij wordt gedood door Ralph. Met zijn laatste adem verklaart Terry zijn onschuld aan Ralph. De misvormde man aanschouwt de nasleep van de schietpartij. Fred Peterson, het enige overlevende lid van de familie, probeert zelfmoord te plegen door zich op te hangen, maar belandt in comateuze toestand. Ralph wordt op verplicht verlof gestuurd en de heethoofdige rechercheur Jack Hoskins wordt uit zijn vakantie gehaald om in te vallen. De zaak blijft knagen aan Ralph, die het bestelbusje van de moordenaar onderzoekt en ontdekt dat het busje zich op dezelfde plek bevond als de Maitlands tijdens een gezinsuitstap eerder dat jaar, toen ze Terry's vader gingen bezoeken in Dayton. Wanneer Ralph de terughoudende Glory hierover ondervraagt, hoort hij van Maya dat Terry een kleine snee in zijn pols opliep tijdens de reis. Die zou Terry opgelopen hebben van een verpleger die in het verzorgingstehuis werkt waar Terry's vader verblijft. Een boerenknecht ontdekt een stapel weggegooide kleding in een schuur die overeenkomt met die waarvan Terry na de moord blijkbaar op veiligheidsbeelden te zien was. |                                   |                      |                      |                            |
| 3 | Dark Uncle                        | Andrew Bernstein     | Richard Price        | 19 januari 2020            |
| Een ontevreden Jack Hoskins wordt gestuurd om deel te nemen aan het onderzoek in de schuur waar de kleding werd ontdekt. Na tijd te hebben verspild, verschijnt hij laat in de lege schuur, waar hij wordt aangevallen door een ongeziene verschijning. In de daaropvolgende dagen ontwikkelt hij vreemde striemen op zijn lichaam en zijn gedrag wordt steeds grilliger. Ralph gaat naar Howard en Alec met de informatie die hij heeft verzameld over het busje en de reis van de Maitlands naar Dayton. Ze nemen contact op met excentrieke onderzoeker Holly Gibney om Terry's bewegingen tijdens de reis terug te volgen. Terwijl ze in zijn verpleeghuis met Terry's vader probeert te praten, ontdekt Holly dat een verpleger in het instituut veroordeeld werd voor de moord op twee jonge meisjes rond het tijdstip van het familiebezoek. De verpleger wordt tegelijkertijd in de gevangenis getoond, waar hij zelfmoord pleegt om te voorkomen dat hij wordt gedood door een andere gevangene. Jessa overtuigt Glory om Ralph hen te laten bezoeken, zodat ze een bericht kan doorgeven van de man met wie ze 's nachts heeft gesproken: Stop ermee, of er gebeurt iets ergs. |                                   |                      |                      |                            |
| 4 | Que Viene el Coco                 | Andrew Bernstein     | Richard Price        | 26 januari 2020            |
| Holly's onderzoek in Dayton onthult een patroon: individuen in verschillende steden doorheen het land die worden beschuldigd van het vermoorden van kinderen, met doorslaggevend forensisch bewijs ondanks sterke alibi's, en een reeks zelfmoorden en wraakmoorden in de families van zowel de slachtoffers als de beschuldigden in de nasleep van de misdaad. Dit alles suggereert dat elke moordenaar de perfecte dubbelganger was van de verschillende vermeende daders. In elke zaak krabt de dubbelganger die de moord pleegde een vreemde voordat hij blijkbaar zijn vorm aannam en het patroon herhaalde in de stad van het nieuwe doelwit. Terry was het laatste doelwit van dit wezen, de verpleger Heath Hofstadter voor hem in Dayton. Hofstadter werd voorafgegaan door een vrouw genaamd Maria Caneles in Harlem. Een vrouw in Harlem legt Holly uit dat zij ervan overtuigd is dat de dader een bovennatuurlijke boeman is die zich voedt met het lijden van zijn slachtoffers en hun families. In Cherokee City weert Glory de intimidatie van enkele stadsgenoten en nieuwsgierige journalisten. Een steeds grilligere Jack laat een voorraad dode dieren en meubels achter in het bos voor de entiteit waarmee hij communiceert. Ralph identificeert op bewakingsbeelden dat lokale buitenwipper Claude Bolton in de nacht van de moord op zijn pols werd gekrabd door de dubbelganger van Terry Maitland. De jongen die het busje stal komt naar het politiekantoor en geeft Ralph toe dat hij een man het geparkeerde busje in Dayton heeft zien meenemen, maar hij was bang om hem dit eerder te zeggen. Hij schetst een foto van de man die hij zag: een duidelijke gelijkenis met de misvormde man met de kap, die werd gezien rond de plaats delict in Cherokee City. |                                   |                      |                      |                            |
| 5 | Tear-Drinker                      | Igor Martinovic      | Richard Price        | 2 februari 2020            |
| In Cherokee City verschijnt de misvormde figuur met de kap aan Ralphs vrouw Jeannie, die een waarschuwing aan Ralph doorgeeft dat ze allebei worden gedood als hij zijn onderzoek blijft voortzetten. Ralph wuift dit weg als een nachtmerrie van Jeannie, maar is onrustig wanneer haar tekening van de indringer extreem lijkt op de tekening van de jongen van de man die het busje meenam. In Dayton theoretiseert Holly over het van vorm veranderende wezen dat kinderen doodt, en bezoekt de begraafplaatsen van zowel Hofstedter als zijn vermeende slachtoffers. In de buurt vindt ze enkele vervallen gebouwen en fotografeert ze, in de overtuiging dat het wezen in deze gebouwen zou leven om zich te voeden met het lijden van de nabestaanden die de graven bezoeken. Ze ontmoet ook een man die verbonden is met Hofstadter, die later zelfmoord pleegt en dezelfde zweren in zijn nek heeft als Jack. Holly stelt voor dat Ralph foto's maakt rond het graf van Terry, en Ralphs partner Yunis merkt dat de schuur waar de kleren werden gevonden zich direct naast de begraafplaats bevindt. Holly kiest ervoor om terug te rijden naar Cherokee City om Ralph, Howard en Alec te ondervragen. De avond ervoor nodigt ze Andy Katcavage, een beveiligingsmedewerker van Dayton met wie ze een relatie heeft gehad, uit op haar kamer. Holly vertrekt de volgende ochtend, maar haar auto gaat kapot op weg naar Dayton. Andy vindt haar aantekeningen over het onderzoek en onderzoekt ze. Jack wordt voortdurend geterroriseerd door de ongeziene entiteit waarop hij Ralph aanbiedt om te helpen met de zaak. |                                   |                      |                      |                            |
| 6 | The One About the Yiddish Vampire | Karyn Kusama         | Jessie Nickson-Lopez | 9 februari 2020            |
| Holly keert terug naar Cherokee City om haar bevindingen te melden. Ze geeft aan hoe alle moorden zijn verbonden en dat ze gelooft dat een zekere entiteit hiervoor verantwoordelijk is. Volgens Holly is het prioriteit om de persoon te vinden die het meest recent werd geïnfecteerd en die te isoleren. Dit wordt slecht ontvangen door de rechercheurs, vooral door Glory die hen uitscheldt voor hun incompetentie. De entiteit straft Jack omdat hij Holly niet kon doen stoppen met haar onderzoek door te verschijnen in de vorm van zijn overleden moeder en hem in elkaar te slaan. Jeannie nodigt Holly uit om bij Ralph en haar te logeren, waar Jeannie in toenemende mate gelooft in de entiteit vanwege de bijpassende beschrijvingen en de theorieën van Holly. Ralph is nog steeds sceptisch totdat Holly met een zelf gemaakte UV-lamp op de stoel schijnt waar de entiteit in Jeannie's droom zat en hetzelfde residu vindt dat op de kleding in de schuur werd gevonden, evenals enkele vingerafdrukken. Holly gelooft nu dat de entiteit "vervelt" zoals een slang terwijl het transformeert in het monster dat kinderen doodt, maar een gastheer moet gebruiken wanneer het te kwetsbaar is. Jack nodigt Holly uit om de schuur te bezoeken waar Terry's kleren werden gevonden, maar tijdens het rijden ziet Holly de uitslag in Jack's nek. Ze beseft dat ze in gevaar is en probeert terug te keren naar de stad, maar Jack zegt haar dat ze verder moet rijden. |                                   |                      |                      |                            |
| 7 | In the Pines, In the Pines        | Daina Reid           | Dennis Lehane        | 16 februari 2020           |
| Ralph en Alec worden achterdochtig over de gelijktijdige verdwijning van Holly en Jack. Ze doorzoeken het appartement van Jack en vinden overal bloed, en volgen uiteindelijk de telefoons van Holly en Jack naar dezelfde locatie. Holly weet ondertussen Jack achter te laten bij een tankstation en weg te rijden. Jack overweegt zelfmoord, maar kan er niet mee doorgaan. Glory gaat terug aan het werk maar ondervindt enkele moeilijkheden. Ze besluit eindelijk om een aanklacht in te dienen tegen iedereen die Howard voorstelde. Claude, die zich ongemakkelijk voelt op een manier die hij niet kan verklaren, neemt ontslag. Wanneer Holly zich herenigt met de anderen, deelt Yunis de situatie van Claude met haar, en confronteert ze Ralph boos omdat ze het niet eerder aan haar heeft verteld. Ze beseft dat Claude's relevantie voor de zaak haar theorieën alleen maar versterkt, terwijl Ralph blijft worstelen met het verzoenen van de onverklaarbare aard van de gebeurtenissen. Later die nacht ontwaakt Holly uit een nachtmerrie waarin Jack haar vermoordde. |                                   |                      |                      |                            |
| 8 | Foxhead                           | J.D. Dillard         | Richard Price        | 23 februari 2020           |
| Jack lokt het bewakingsteam rond zijn appartement weg, waardoor hij bij zichzelf kan inbreken, een grote wapenvoorraad kan ophalen en weg kan rijden. Claude reist ondertussen naar Tennessee om bij zijn broer Seale te blijven. Wanneer de onderzoekers ontdekken waar Claude heen is gegaan, is Holly van plan hem te volgen, zodat hij zowel beschermd kan zijn en mogelijk kan worden vrijgesproken. Ralph, Yunis en Andy komen overeen zich bij haar te voegen. Wanneer Jack ontdekt dat de politie hem volgt, vermoordt hij een lokale visser (die de entiteit, die momenteel transformeert in Claude, dan opeet) en steelt zijn auto. Kort nadat Claude in Tennessee arriveert, wordt hij door de lokale politie in hechtenis genomen, schijnbaar zonder reden. Het was echter in overleg met de onderzoekers afgesproken om Claude te beschermen. Claude, Seale en de onderzoekers komen samen in het huis van Seale zodat ze Claude in de gaten kunnen houden. Terwijl dit allemaal gebeurt, gaat de entiteit naar een lokaal festival en probeert, terwijl hij een masker draagt, een jonge jongen te ontvoeren om zich te voeden. Andere festivalgangers slagen er echter in om de entiteit te stoppen, waarbij de grootvader van de jongen zijn masker in een handgemeen afscheurt voordat het vlucht. Ondertussen komen Alec en Howard aan om te helpen met het onderzoek. De volgende ochtend arriveert de lokale politie bij het huis op zoek naar Claude. Ze ontmoeten Ralph en Holly en laten hen opgenomen opnames zien van het festival, waaruit blijkt dat de entiteit een vervormde versie van Claude's gezicht heeft. Ralph en Holly realiseren zich dat de entiteit dichtbij is.                                                                                      |                                   |                      |                      |                            |
| 9 | Tigers and Bears                  | Charlotte Brändström | Dennis Lehane        | 1 maart 2020               |
| Omdat de entiteit door de bevoegdheden toegang heeft tot alle informatie die Claude kent, besluit de groep hem af te zonderen terwijl ze zoeken naar de entiteit. De onderzoekers slagen erin een verhoor te regelen met de jongen op wie de entiteit het gemunt had en zijn grootvader. De jongen legt de beschrijving van de entiteit van een potentiële berengrot uit, terwijl de grootvader beschrijft dat hij onrustig werd door het gezicht van de entiteit. Een parallel verhaal tijdens de aflevering gaat over een vader die op zoek is naar zijn twee zonen. In 1947 stortte de berengrot in en de groep die op zoektocht was verhongerde. Omdat op de locatie een deel van de familie Bolton stierf, concluderen de onderzoekers dat de entiteit zich daar verstopt. Terwijl dit gebeurt, wordt een andere jonge jongen die op dezelfde manier is vermoord als Frankie gemeld aan openbaar aanklager Hayes. Ralph, Holly, Yunis, Alec en Andy reizen naar de grot. Seale, vertelt over het plan aan Claude en waarschuwt zo de entiteit voor de situatie. De Boltons en Howard kunnen de anderen niet telefonisch bereiken en achtervolgen hen. Zodra de vijf onderzoekers op de site aankomen, schiet Jack, gewapend met een sluipschuttergeweer, Alec in het hoofd en vuurt nog een aantal schoten af. |                                   |                      |                      |                            |
| 10 | Must / Can't                      |                      | Richard Price        | 8 maart 2020               |
| Howard, Claude en Seale arriveren ter plaatse. Seale zet de aanval in op Jack, maar wordt neergeschoten en gedood. Andy probeert weg te rijden om hulp te halen, maar Jack schiet hem ook neer en schiet vervolgens een lek in de benzinetank. Howard probeert Andy te redden, maar Jack ontsteekt de benzine en doodt zowel Andy als Howard. Wanneer de entiteit Jack beveelt Holly te doden, weigert Jack. Hij benadert de anderen, smeekt hen de entiteit te doden en pleegt vervolgens zelfmoord. Ralph en Holly gaan de grot binnen en vinden de entiteit, die niet kan geloven dat Holly de waarheid heeft achterhaald, maar onthult weinig andere details over zijn bestaan. Claude komt binnen en schiet op de entiteit, waardoor de grot instort. De entiteit wordt gespietst door vallend puin. Voordat de drie de grot verlaten, keert Ralph terug naar de entiteit ziet dat het probeert om te transformeren. Ralph verplettert het hoofd van de entiteit met een rotsblok. Yunis neemt contact op met Hayes en vertelt over Jack en de entiteit. Claude en de rechercheurs coördineren hun verhalen met behulp van Jeannie en Glory. Hayes houdt een persconferentie om Terry vrij te pleiten en Frankies zaak opnieuw te openen. Tijdens de aftiteling wordt getoond dat Holly dezelfde snee in haar arm heeft die de entiteit aan zijn andere slachtoffers gaf. |                                   |                      |                      |                            |

## Productie
De miniserie werd aangekondigd in juni 2018, met Richard Price die werd aangesteld om de roman van Stephen King aan te passen. HBO gaf de serie officieel de opdracht in december, waarbij Ben Mendelsohn de leiding nam terwijl hij ook als producent diende. Jason Bateman zal produceren en ook de hoofdrol spelen in de serie.
In januari 2019 werd de hoofdcast uitgebracht met de toevoegingen van Cynthia Erivo, Bill Camp, Mare Winningham, Paddy Considine, Julianne Nicholson, Yul Vazquez, Jeremy Bobb en Marc Menchaca. Hettienne Park en Michael Esper zullen in terugkerende rollen verschijnen.